# Nika Kwantaliani
Nikoloz „Nika” Kwantaliani (gruz. ნიკოლოზ "ნიკა" კვანტალიანი, ur. 6 lutego 1998 w Batumi) – gruziński piłkarz występujący na pozycji pomocnika w klubie Szukura Kobuleti.

## Kariera klubowa
Grę w piłkę nożną rozpoczął w klubie Dinamo Batumi z rodzinnego miasta Batumi. W wieku 13 lat otrzymał propozycję przenosin do Red Bull Salzburg, do czego nie doszło ze względów formalnych. Rok później został zaproszony przez skautów FC Barcelona na kilkutygodniowe testy do La Masii. W 2013 roku rozpoczął treningi w akademii piłkarskiej Atlético Madryt, gdzie pozostał do 17. roku życia, po czym opuścił Hiszpanię z powodu nieotrzymania pozwolenia na pobyt w tym kraju.
Latem 2015 roku powrócił do macierzystego Dinama Batumi. 14 sierpnia 2015 zadebiutował w Umaglesi Lidze w wygranym 5:0 meczu z SK Zugdidi. Ogółem przez kolejne 2,5 roku rozegrał on dla Dinamo 44 ligowe spotkania i zdobył 5 bramek. W styczniu 2018 roku został piłkarzem Bruk-Bet Termaliki Nieciecza prowadzonej przez Macieja Bartoszka. 19 lutego zaliczył jedyny mecz w Ekstraklasie w przegranym 0:3 spotkaniu z Górnikiem Zabrze. Po zakończeniu sezonu 2017/18 Termalica zajęła w tabeli przedostatnią lokatę i spadła do I ligi.
We wrześniu 2018 roku Kwantaliani podpisał roczną umowę z Widzewem Łódź (II liga), gdzie rozegrał 3 spotkania. Po rundzie jesiennej sezonu 2018/19 odszedł z klubu i przez pół roku pozostawał bez pracodawcy. W kwietniu 2019 roku został zawodnikiem drugoligowej Szukury Kobuleti.

## Kariera reprezentacyjna
W latach 2015–2017 grał w juniorskich reprezentacjach Gruzji w kategorii U-17, U-18 i U-19. W lipcu 2017 roku wystąpił na Mistrzostwach Europy U-19 rozegranych w Gruzji, gdzie zaliczył 1 spotkanie w fazie grupowej, po której jego zespół odpadł z turnieju.